# Gorham-Höhle
Die Gorham-Höhle ist eine 40 Meter lange im vorderen Bereich geräumige Höhle im Küstengebirge von Gibraltar, deren Ausgang einen weiten Blick über das Mittelmeer bietet. Im hinteren Bereich verläuft ein enger Gang, der in einer Art Grabstätte mündet.
Die Gorham-Höhle gilt als wichtiger archäologischer Fundplatz, denn sie wurde während des Mittelpaläolithikums Jahrtausende lang von Neandertalern bewohnt. Gefunden wurden Messerklingen, Schaber zur Fellbearbeitung, Knochen, Muschelschalen, unter anderem Reste von Schildkröten, Robben, Delfinen, sowie Pinienkerne. Sie wird seit Anfang der 1950er Jahre von Archäologen erforscht und wurde nach Major A. Gorham benannt, der 1907 eine Spalte im hinteren Bereich der Höhle erforscht hatte.
Mehrere Holzkohlereste sind nach Messungen von Clive Finlayson, Leiter des Gibraltar Museums, 28.000 Jahre alt. Die Forscher schätzen aufgrund der Fundlage, dass eine Gruppe von etwa 15 Personen die Höhle bewohnte. Dies sind die bisher jüngsten Funde, die Neandertalern zugeschrieben wurden, die jüngste Probe wurde sogar auf nur 23.360 Jahre ± 320 Jahre vor heute datiert. Ob es sich, wie der an der Ausgrabung beteiligte britische Paläoanthropologe Chris Stringer meint, um den „letzten Außenposten“ der Neandertaler vor ihrem Aussterben handelt, ist aber offen. Der letzte Fund könnte auch von einem Lagerfeuer des anatomisch modernen Menschen (Homo sapiens) stammen und rund 32.000 Jahre alt sein.
Seit 2012 befand sich die Höhle auf der Tentativliste der UNESCO für das Vereinigte Königreich. 2016 wurde sie zum Weltkulturerbe erklärt.
Im September 2014 wurde in einer Fachzeitschrift eine rund 300 Quadratzentimeter große Fläche beschrieben, auf der acht rautenförmig sich kreuzende Linien in den Fels eingeritzt sind. Diese Kreuzschraffur wurde auf ein Alter von mindestens 39.000 Jahren (cal BP) datiert und als Beleg für abstraktes Denken und Ausdrucksvermögen der Neandertaler interpretiert („abstract thought and expression“).

## Belege
1. ↑  J. d’A. Waechter (1964): The excavations at Gorham’s Cave, Gibraltar, 1951–1954. In: Bulletin of the Institute of Archaeology. London 4: 189–221.
2. ↑  J. d’A. Waechter (1951): Excavations at Gorham's Cave, Gibraltar. In: Proceedings of the Prehistoric Society (New Series). Band 17, Nr. 1, 1951, S. 83–92, doi:10.1017/S0079497X00018806
3. ↑  Joao Zilhão und Paul Pettitt: On the new dates for Gorham’s Cave and the late survival of Iberian Neanderthals. In: Before Farming. 2006/3, Volltext (PDF)
4. ↑  Ceri Shipton et al.: Variation in Lithic Technological Strategies among the Neanderthals of Gibraltar. In: PLoS ONE. 8(6): e65185, 2013, doi:10.1371/journal.pone.0065185
5. ↑  Gorham’s Cave Complex, Tentative List (englisch)
6. ↑  Gorham's Cave Complex. UNESCO
7. ↑  Joaquín Rodríguez-Vidal et al.: A rock engraving made by Neanderthals in Gibraltar. In: PNAS. Online-Vorabveröffentlichung vom 2. September 2014, doi:10.1073/pnas.1411529111 
 Der Neandertaler als Künstler: Abstrakte Kunst für die Höhle. Auf: faz.net vom 3. September 2014